# Lomnička
Lomnička är en ort i Tjeckien.   Den ligger i regionen Södra Mähren, i den östra delen av landet, 170 km sydost om huvudstaden Prag. Lomnička ligger 278 meter över havet och antalet invånare är 400.
Terrängen runt Lomnička är kuperad västerut, men österut är den platt. Lomnička ligger nere i en dal. Runt Lomnička är det tätbefolkat, med 331 invånare per kvadratkilometer. Närmaste större samhälle är Tišnov, 2,1 km söder om Lomnička. Omgivningarna runt Lomnička är en mosaik av jordbruksmark och naturlig växtlighet.